# The Eras Tour
The Eras Tour és la sisena gira de concerts de la cantautora estatunidenca Taylor Swift. No havent fet una gira pels seus àlbums d'estudi de 2019-2020 Lover, Folklore i Evermore a causa de les conseqüències de la pandèmia de la COVID-19, Swift s'embarcarà en la gira The Eras Tour en suport de tots els seus àlbums, inclòs el seu darrer disc, Midnights. Es tracta d'una gira per estadis que va començar el 17 de març de 2023 a Glendale, Arizona i té previst acabar el 8 de desembre del 2024 a Vancouver, Canadà.
Swift va descriure el concepte de la gira com un "viatge per totes les seves èpoques musicals". Cada concert té una durada de més de tres hores amb fins a 45 cançons interpretades i segmentades deu actes, incloent-hi un set acústic, inspirat i enfocat en cada àlbum de la cantant. La gira ha estat elogiada universalment pel concepte, producció i les habilitats artístiques i performatives de Swift.
Diversos mitjans van denominar la demanda per aconseguir entrades de la gira als Estats Units com a "imprecedent" i "estratosfèrica", amb al voltant de 3,5 milions de persones registrades als programes de prevenda de la plataforma de Ticketmaster. Més de 2,4 milions d'entrades van ser venudes durant el dia de la prevenda, el 15 de novembre de 2022, i tot i que el lloc web patís múltiples col·lapses, la gira va aconseguir batre el rècord de la major quantitat de vendes en un sol dia. Tot i això, Ticketmaster va ser severament criticat tant pel públic com per figures polítiques, donant obertura al debat de monopolis en espectacles musicals en viu. El desembre de 2023, The Reas Tour es va convertir en la gira més recaptadora de la història i la primera a recaptar més d'un bilió de dòlars, d'acord amb informes estimats de Pollstar.
Swift ha anunciat diversos projectes durant recitals de la gira, tals com a edicions especials de Midnights, regrabacions de la sèrie denominada Taylor's Version de Speak Now i 1989, els vídeos musicals de Karma i I Can See You, i el llançament de 'Cruel Summer' com a senzill. El film internacional en cinemes de Taylor Swift: The Eras Tour va ser inaugurada el 13 d'octubre del 2023, per convertir-se conseqüentment en la pel·lícula de concert més taquillera en la història.

## Concerts
| Data                    | Ciutat           | País          | Lloc                           | Teloners                      |
| Amèrica del nord        |                  |               |                                |                               |
| ----------------------- | ---------------- | ------------- | ------------------------------ | ----------------------------- |
| 17 de març del 2023     | Glendale         | Estats Units  | State Farm Stadium             | Paramore Gayle                |
| 18 de març del 2023     | Glendale         | Estats Units  | State Farm Stadium             | Paramore Gayle                |
| 24 de març del 2023     | Paradise         | Estats Units  | Allegiant Stadium              | Beabadoobee Gayle             |
| 25 de març del 2023     | Paradise         | Estats Units  | Allegiant Stadium              | Beabadoobee Gayle             |
| 31 de març del 2023     | Arlington        | Estats Units  | AT&T Stadium                   | MUNA Gayle                    |
| 1 d'abril del 2023      | Arlington        | Estats Units  | AT&T Stadium                   | Gracie Abrams Beabadoobee     |
| 2 d'abril del 2023      | Arlington        | Estats Units  | AT&T Stadium                   | Gracie Abrams Beabadoobee     |
| 13 d'abril del 2023     | Tampa            | Estats Units  | Raymond James Stadium          | Beabadoobee Gayle             |
| 14 d'abril del 2023     | Tampa            | Estats Units  | Raymond James Stadium          | Gracie Abrams Beabadoobee     |
| 15 d'abril del 2023     | Tampa            | Estats Units  | Raymond James Stadium          | Gracie Abrams Beabadoobee     |
| 21 d'abril del 2023     | Houston          | Estats Units  | NRG Stadium                    | Gracie Abrams Beabadoobee     |
| 22 d'abril del 2023     | Houston          | Estats Units  | NRG Stadium                    | Gracie Abrams Beabadoobee     |
| 23 d'abril del 2023     | Houston          | Estats Units  | NRG Stadium                    | Gracie Abrams Beabadoobee     |
| 28 d'abril del 2023     | Atlanta          | Estats Units  | Mercedes-Benz Stadium          | Gracie Abrams Beabadoobee     |
| 29 d'abril del 2023     | Atlanta          | Estats Units  | Mercedes-Benz Stadium          | Gracie Abrams Beabadoobee     |
| 30 d'abril del 2023     | Atlanta          | Estats Units  | Mercedes-Benz Stadium          | MUNA Gayle                    |
| 5 de maig del 2023      | Nashville        | Estats Units  | Nissan Stadium                 | Gayle Phoebe Bridgers         |
| 6 de maig del 2023      | Nashville        | Estats Units  | Nissan Stadium                 | Phoebe Bridgers Gayle         |
| 7 de maig del 2023      | Nashville        | Estats Units  | Nissan Stadium                 |                               |
| 12 de maig del 2023     | Filadèlfia       | Estats Units  | Lincoln Financial Field        | Phoebe Bridgers Gayle         |
| 13 de maig del 2023     | Filadèlfia       | Estats Units  | Lincoln Financial Field        | Phoebe Bridgers Gayle         |
| 14 de maig del 2023     | Filadèlfia       | Estats Units  | Lincoln Financial Field        | Phoebe Bridgers Gracie Abrams |
| 19 de maig del 2023     | Foxborough       | Estats Units  | Gillette Stadium               | Phoebe Bridgers Gayle         |
| 20 de maig del 2023     | Foxborough       | Estats Units  | Gillette Stadium               | Phoebe Bridgers Gayle         |
| 21 de maig del 2023     | Foxborough       | Estats Units  | Gillette Stadium               | Phoebe Bridgers Gracie Abrams |
| 26 de maig del 2023     | East Rutherford  | Estats Units  | MetLife Stadium                | Phoebe Bridgers Gayle         |
| 27 de maig del 2023     | East Rutherford  | Estats Units  | MetLife Stadium                | Phoebe Bridgers Gracie Abrams |
| 28 de maig del 2023     | East Rutherford  | Estats Units  | MetLife Stadium                | Phoebe Bridgers OWENN         |
| 2 de juny del 2023      | Chicago          | Estats Units  | Soldier Field                  | Girl in Red OWENN             |
| 3 de juny del 2023      | Chicago          | Estats Units  | Soldier Field                  | Girl in Red OWENN             |
| 4 de juny del 2023      | Chicago          | Estats Units  | Soldier Field                  | MUNA Gracie Abrams            |
| 9 de juny del 2023      | Detroit          | Estats Units  | Ford Field                     | Girl in Red Gracie Abrams     |
| 10 de juny del 2023     | Detroit          | Estats Units  | Ford Field                     | Girl in Red OWENN             |
| 16 de juny del 2023     | Pittsburgh       | Estats Units  | Acrisure Stadium               | Girl in Red Gracie Abrams     |
| 17 de juny del 2023     | Pittsburgh       | Estats Units  | Acrisure Stadium               | Girl in Red OWENN             |
| 23 de juny del 2023     | Minneapolis      | Estats Units  | U.S. Bank Stadium              | Girl in Red Gracie Abrams     |
| 24 de juny del 2023     | Minneapolis      | Estats Units  | U.S. Bank Stadium              | Girl in Red OWENN             |
| 30 de juny del 2023     | Cincinnati       | Estats Units  | Paycor Stadium                 | Muna Gracie Abrams            |
| 1 de juliol del 2023    | Cincinnati       | Estats Units  | Paycor Stadium                 | MUNA                          |
| 7 de juliol del 2023    | Kansas City      | Estats Units  | Arrowhead Stadium              | MUNA Gracie Abrams            |
| 8 de juliol del 2023    | Kansas City      | Estats Units  | Arrowhead Stadium              | MUNA Gracie Abrams            |
| 14 de juliol del 2023   | Denver           | Estats Units  | Empower Field at Mile High     | MUNA Gracie Abrams            |
| 15 de juliol del 2023   | Denver           | Estats Units  | Empower Field at Mile High     | MUNA Gracie Abrams            |
| 22 de juliol del 2023   | Seattle          | Estats Units  | Lumen Field                    | Haim Gracie Abrams            |
| 23 de juliol del 2023   | Seattle          | Estats Units  | Lumen Field                    | Haim Gracie Abrams            |
| 28 de juliol del 2023   | Santa Clara      | Estats Units  | Levi's Stadium                 | Haim Gracie Abrams            |
| 29 de juliol del 2023   | Santa Clara      | Estats Units  | Levi's Stadium                 | Haim Gracie Abrams            |
| 3 d'agost del 2023      | Inglewood        | Estats Units  | SoFi Stadium                   | Haim Gracie Abrams            |
| 4 d'agost del 2023      | Inglewood        | Estats Units  | SoFi Stadium                   | Haim Owenn                    |
| 5 d'agost del 2023      | Inglewood        | Estats Units  | SoFi Stadium                   | Haim Gayle                    |
| 7 d'agost del 2023      | Inglewood        | Estats Units  | SoFi Stadium                   | Haim Gracie Abrams            |
| 8 d'agost del 2023      | Inglewood        | Estats Units  | SoFi Stadium                   | Haim Gracie Abrams            |
| 9 d'agost del 2023      | Inglewood        | Estats Units  | SoFi Stadium                   | Haim Gayle                    |
| Amèrica Llatina         |                  |               |                                |                               |
| 24 d'agost de 2023      | Ciutat de Mèxic  | Mèxic         | Foro Sol                       | Sabrina Carpenter             |
| 25 d'agost de 2023      | Ciutat de Mèxic  | Mèxic         | Foro Sol                       | Sabrina Carpenter             |
| 26 d'agost de 2023      | Ciutat de Mèxic  | Mèxic         | Foro Sol                       | Sabrina Carpenter             |
| 27 d'agost de 2023      | Ciutat de Mèxic  | Mèxic         | Foro Sol                       | Sabrina Carpenter             |
| 9 de novembre del 2023  | Buenos Aires     | Argentina     | Estadi River Plate             | Louta Sabrina Carpenter       |
| 11 de novembre del 2023 | Buenos Aires     | Argentina     | Estadi River Plate             | Louta Sabrina Carpenter       |
| 12 de novembre del 2023 | Buenos Aires     | Argentina     | Estadi River Plate             | Louta Sabrina Carpenter       |
| 17 de novembre del 2023 | Rio de Janeiro   | Brasil        | Estadio Olímpico Nilton Santos | Sabrina Carpenter             |
| 19 de novembre del 2023 | Rio de Janeiro   | Brasil        | Estadio Olímpico Nilton Santos | Sabrina Carpenter             |
| 20 de novembre del 2023 | Rio de Janeiro   | Brasil        | Estadio Olímpico Nilton Santos | Sabrina Carpenter             |
| 24 de novembre del 2023 | São Paulo        | Brasil        | Allianz Parque                 | Sabrina Carpenter             |
| 25 de novembre del 2023 | São Paulo        | Brasil        | Allianz Parque                 | Sabrina Carpenter             |
| 26 de novembre del 2023 | São Paulo        | Brasil        | Allianz Parque                 | Sabrina Carpenter             |
| Àsia i Oceania          |                  |               |                                |                               |
| 7 de febrer del 2024    | Tòquio           | Japó          | Tōkyō Dome                     |                               |
| 8 de febrer del 2024    | Tòquio           | Japó          | Tōkyō Dome                     |                               |
| 9 de febrer del 2024    | Tòquio           | Japó          | Tōkyō Dome                     |                               |
| 10 de febrer del 2024   | Tòquio           | Japó          | Tōkyō Dome                     |                               |
| 16 de febrer del 2024   | Melbourne        | Austràlia     | Melbourne Cricket Ground       | Sabrina Carpenter             |
| 17 de febrer del 2024   | Melbourne        | Austràlia     | Melbourne Cricket Ground       | Sabrina Carpenter             |
| 18 de febrer del 2024   | Melbourne        | Austràlia     | Melbourne Cricket Ground       | Sabrina Carpenter             |
| 23 de febrer del 2024   | Sydney           | Austràlia     | Stadium Australia              | Sabrina Carpenter             |
| 24 de febrer del 2024   | Sydney           | Austràlia     | Stadium Australia              | Sabrina Carpenter             |
| 25 de febrer del 2024   | Sydney           | Austràlia     | Stadium Australia              | Sabrina Carpenter             |
| 26 de febrer del 2024   | Sydney           | Austràlia     | Stadium Australia              | Sabrina Carpenter             |
| 2 de març del 2024      | Singapur         | Singapur      | Singapore National Stadium     | Sabrina Carpenter             |
| 3 de març del 2024      | Singapur         | Singapur      | Singapore National Stadium     | Sabrina Carpenter             |
| 4 de març del 2024      | Singapur         | Singapur      | Singapore National Stadium     | Sabrina Carpenter             |
| 7 de març del 2024      | Singapur         | Singapur      | Singapore National Stadium     | Sabrina Carpenter             |
| 8 de març del 2024      | Singapur         | Singapur      | Singapore National Stadium     | Sabrina Carpenter             |
| 9 de març del 2024      | Singapur         | Singapur      | Singapore National Stadium     | Sabrina Carpenter             |
| Europa                  |                  |               |                                |                               |
| 9 de maig del 2024      | Nanterre         | França        | Paris La Défense Arena         | Paramore                      |
| 10 de maig del 2024     | Nanterre         | França        | Paris La Défense Arena         | Paramore                      |
| 11 de maig del 2024     | Nanterre         | França        | Paris La Défense Arena         | Paramore                      |
| 12 de maig del 2024     | Nanterre         | França        | Paris La Défense Arena         | Paramore                      |
| 17 de maig del 2024     | Solna            | Suècia        | Friends Arena                  | Paramore                      |
| 18 de maig del 2024     | Solna            | Suècia        | Friends Arena                  | Paramore                      |
| 19 de maig del 2024     | Solna            | Suècia        | Friends Arena                  | Paramore                      |
| 24 de maig del 2024     | Lisboa           | Portugal      | Estádio da Luz                 | Paramore                      |
| 25 de maig del 2024     | Lisboa           | Portugal      | Estádio da Luz                 | Paramore                      |
| 29 de maig del 2024     | Madrid           | Espanya       | Estadi Santiago Bernabéu       | Paramore                      |
| 30 de maig del 2024     | Madrid           | Espanya       | Estadi Santiago Bernabéu       | Paramore                      |
| 2 de juny del 2024      | Décines-Charpieu | França        | Parc OL                        | Paramore                      |
| 3 de juny del 2024      | Décines-Charpieu | França        | Parc OL                        | Paramore                      |
| 7 de juny del 2024      | Edimburg         | Regne Unit    | Murrayfield Stadium            | Paramore                      |
| 8 de juny del 2024      | Edimburg         | Regne Unit    | Murrayfield Stadium            | Paramore                      |
| 9 de juny del 2024      | Edimburg         | Regne Unit    | Murrayfield Stadium            | Paramore                      |
| 13 de juny del 2024     | Liverpool        | Regne Unit    | Anfield Stadium                | Paramore                      |
| 14 de juny del 2024     | Liverpool        | Regne Unit    | Anfield Stadium                | Paramore                      |
| 15 de juny del 2024     | Liverpool        | Regne Unit    | Anfield Stadium                | Paramore                      |
| 18 de juny del 2024     | Cardiff          | Regne Unit    | Principality Stadium           | Paramore                      |
| 21 de juny del 2024     | Londres          | Regne Unit    | Wembley Stadium                | Paramore                      |
| 22 de juny del 2024     | Londres          | Regne Unit    | Wembley Stadium                | Paramore                      |
| 23 de juny del 2024     | Londres          | Regne Unit    | Wembley Stadium                | Paramore                      |
| 28 de juny del 2024     | Dublín           | Irlanda       | Aviva Stadium                  | Paramore                      |
| 29 de juny del 2024     | Dublín           | Irlanda       | Aviva Stadium                  | Paramore                      |
| 30 de juny del 2024     | Dublín           | Irlanda       | Aviva Stadium                  | Paramore                      |
| 4 de juliol del 2024    | Àmsterdam        | Països Baixos | Johan Cruyff Arena             | Paramore                      |
| 5 de juliol del 2024    | Àmsterdam        | Països Baixos | Johan Cruyff Arena             | Paramore                      |
| 6 de juliol del 2024    | Àmsterdam        | Països Baixos | Johan Cruyff Arena             | Paramore                      |
| 9 de juliol del 2024    | Zúric            | Suïssa        | Stadion Letzigrund             | Paramore                      |
| 10 de juliol del 2024   | Zúric            | Suïssa        | Stadion Letzigrund             | Paramore                      |
| 13 de juliol del 2024   | Milà             | Itàlia        | San Siro                       | Paramore                      |
| 14 de juliol del 2024   | Milà             | Itàlia        | San Siro                       | Paramore                      |
| 17 de juliol del 2024   | Gelsenkirchen    | Alemanya      | Veltins-Arena                  | Paramore                      |
| 18 de juliol del 2024   | Gelsenkirchen    | Alemanya      | Veltins-Arena                  | Paramore                      |
| 19 de juliol del 2024   | Gelsenkirchen    | Alemanya      | Veltins-Arena                  | Paramore                      |
| 23 de juliol del 2024   | Hamburg          | Alemanya      | Volksparkstadion               | Paramore                      |
| 24 de juliol del 2024   | Hamburg          | Alemanya      | Volksparkstadion               | Paramore                      |
| 27 de juliol del 2024   | Múnic            | Alemanya      | Olympiastadion                 | Paramore                      |
| 28 de juliol del 2024   | Múnic            | Alemanya      | Olympiastadion                 | Paramore                      |
| 1 d'agost del 2024      | Varsòvia         | Polònia       | Estadi Nacional de Polònia     | Paramore                      |
| 2 d'agost del 2024      | Varsòvia         | Polònia       | Estadi Nacional de Polònia     | Paramore                      |
| 3 d'agost del 2024      | Varsòvia         | Polònia       | Estadi Nacional de Polònia     | Paramore                      |
| 8 d'agost del 2024      | Viena            | Àustria       | Ernst Happel Stadion           | Paramore                      |
| 9 d'agost del 2024      | Viena            | Àustria       | Ernst Happel Stadion           | Paramore                      |
| 10 d'agost del 2024     | Viena            | Àustria       | Ernst Happel Stadion           | Paramore                      |
| 15 d'agost del 2024     | Londres          | Regne Unit    | Wembley Stadium                | Paramore                      |
| 16 d'agost del 2024     | Londres          | Regne Unit    | Wembley Stadium                | Paramore                      |
| 17 d'agost del 2024     | Londres          | Regne Unit    | Wembley Stadium                | Paramore                      |
| 19 d'agost del 2024     | Londres          | Regne Unit    | Wembley Stadium                | Paramore                      |
| 20 d'agost del 2024     | Londres          | Regne Unit    | Wembley Stadium                |                               |
| Amèrica del nord        |                  |               |                                |                               |
| 18 d'octubre del 2024   | Miami Gardens    | Estats Units  | Hard Rock Stadium              | Gracie Abrams                 |
| 19 d'octubre del 2024   | Miami Gardens    | Estats Units  | Hard Rock Stadium              | Gracie Abrams                 |
| 20 d'octubre del 2024   | Miami Gardens    | Estats Units  | Hard Rock Stadium              | Gracie Abrams                 |
| 25 d'octubre del 2024   | Nova Orleans     | Estats Units  | Caesars Superdome              | Gracie Abrams                 |
| 26 d'octubre del 2024   | Nova Orleans     | Estats Units  | Caesars Superdome              | Gracie Abrams                 |
| 27 d'octubre del 2024   | Nova Orleans     | Estats Units  | Caesars Superdome              | Gracie Abrams                 |
| 1 de novembre del 2024  | Indianapolis     | Estats Units  | Lucas Oil Stadium              | Gracie Abrams                 |
| 2 de novembre del 2024  | Indianapolis     | Estats Units  | Lucas Oil Stadium              | Gracie Abrams                 |
| 3 de novembre del 2024  | Indianapolis     | Estats Units  | Lucas Oil Stadium              | Gracie Abrams                 |
| 14 de novembre del 2024 | Toronto          | Canadà        | Rogers Centre                  | Gracie Abrams                 |
| 15 de novembre del 2024 | Toronto          | Canadà        | Rogers Centre                  | Gracie Abrams                 |
| 16 de novembre del 2024 | Toronto          | Canadà        | Rogers Centre                  | Gracie Abrams                 |
| 21 de novembre del 2024 | Toronto          | Canadà        | Rogers Centre                  | Gracie Abrams                 |
| 22 de novembre del 2024 | Toronto          | Canadà        | Rogers Centre                  | Gracie Abrams                 |
| 23 de novembre del 2024 | Toronto          | Canadà        | Rogers Centre                  | Gracie Abrams                 |
| 6 de desembre del 2024  | Vancouver        | Canadà        | BC Place                       | Gracie Abrams                 |
| 7 de desembre del 2024  | Vancouver        | Canadà        | BC Place                       | Gracie Abrams                 |
| 8 de desembre del 2024  | Vancouver        | Canadà        | BC Place                       | Gracie Abrams                 |